# Murcia rausensis
Murcia rausensis är en kvalsterart som först beskrevs av Aoki 1962.  Murcia rausensis ingår i släktet Murcia och familjen Ceratozetidae. Inga underarter finns listade i Catalogue of Life.